# Hotell (film)
Hotell är en svensk dramafilm från 2013 med manus och regi av Lisa Langseth. I rollerna ses bland andra Alicia Vikander, David Dencik och Anna Bjelkerud. Vid Guldbaggegalan 2014 tilldelades Bjelkerud en Guldbagge i kategorin Bästa kvinnliga biroll för rollen som Pernilla. Även Dencik och Mira Eklund var nominerade för sina roller och Lisa Langseth var nominerad för Bästa manuskript.

## Handling
Erika (Alicia Vikander) har allt: bra arbete, god ekonomi, många vänner och en trygg relation. En dag rasar allt samman och det perfekta livet betyder ingenting. Hon börjar i gruppterapi och en dag ställs frågan av gruppen: Varför ska inte vi få må bra? Gruppen beslutar sig för att ta sig till en plats där man kan vara helt anonym.

## Medverkande
- Alicia Vikander – Erika
- David Dencik – Rikard
- Simon J. Berger – Oskar
- Henrik Norlén – Peter
- Philip Martin – Joel
- Anna Bjelkerud – Pernilla
- Mira Eklund – Ann-Sofie
- Lisa Carlehed – Emma
- Johan Jonason – Svante
- Ben Kamijo – Max
- Emmeli Johansson Stjärnfeldt – brud
- Victor Trägårdh – brudgum
- Leif Edlund – Robert
- Jakob Tamm – gift man
- Ylva Nilsson – den gifte mannens fru
- David Fukamachi Regnfors – Mats
- Sandra Stojiljkovic – Anna
- Nasrin Pakkho – sjuksköterska
- Mia Eriksson – barnmorska
- Jonas Sjöqvist – Stellan
- Johan Friberg	– Anders
- Cecilia Wilhelmsson – Helena
- Philip Martin	– receptionist Bjärtorps gård
- Anna-Carin Henricsson	– gravid kvinna
- Caroline Sehm	– Hanna, recptionist
- Åsa Fång – Eva
- Jill Ung – Marie
- Johan Karlberg – Hans
- Karin de Frumerie	– Annelie
- Jennie Rydén – Elin
- Nina Zanjani – Inger
- Margita Ahlin – Kerstin
- Fredrik Evers – brudgummens kusin

## Om filmen
Inspelningen ägde rum i Sverige under hösten 2012 efter ett manus av Langseth. Filmen producerades av Patrik Andersson, Frida Jonason och Fredrik Heinig och fotades av Simon Pramsten. Den hade premiär den 4 oktober 2013.